# Ива остролистная
И́ва остроли́стная, или Верба, или Краснота́л, или Кра́сная верба́, или Шелю́га (лат. Sálix acutifólia) — вид лиственных деревьев или кустарников рода Ива (Salix) семейства Ивовые (Salicaceae).
Название Верба используется также как народное для некоторых других видов ив, хотя такое употребление редко встречается в литературе и интернет-источниках. В словаре Даля указывается, что вербой называют иву белую, козью, ломкую, а по другим источникам — также и иву волчниковую.

## Ботаническое описание
Кустарник высотой до 6 м, или дерево 10—12 м. Ветви тонкие, длинные, прутьевидные, гибкие, красно-бурые, реже ярко-красные с голубоватым налётом или яично-жёлтые без налёта.
Почки голые, чёрно-бурые или красноватые, прижатые, удлинённые, длиной до 6 мм. Прилистники ланцетные, острые, пильчатые. Листья ланцетные или линейно-ланцетные, реже линейные, длиной 6—15 см, шириной 0,7—1,2 см, длинно-заострённые, в основании клиновидные, железисто-пильчатые, сверху тёмно-зелёные, блестящие, снизу сизые или голубовато-зелёные. Черешки жёлто-красные, длиной около 1 см, без желёзок.
Серёжки сидячие или почти сидячие, длиной 2,5—3,5 см, яйцевидные или цилиндрические. Тычинки в числе двух, с голыми нитями и желтыми пыльниками; нектарник один, задний, лентовидный. Завязь яйцевидно-коническая, на короткой ножке или почти сидячая, голая. Столбик длинный; рыльце продолговатое с расходящимися лопастями.
Цветёт до появления листьев, в марте — апреле. Плодоношение в апреле — июне.

## Распространение и экология
В природе ареал вида охватывает Финляндию, Литву, Беларусь, Украину, Европейскую часть России, Западную Сибирь и Среднюю Азию.
Произрастает, как и ива корзиночная, по приречным и материковым пескам, но выходит за пределы речных долин.
Хорошо размножается зимними стеблевыми черенками, кольями, хлыстами.

## Хозяйственное значение и использование
Благодаря длинным и прочным корням хорошо растёт на песках, легко переносит выдувание песка и поэтому может использоваться для их закрепления.
Один из самых ранних и ценных медоносов. Продуктивность мёда 100—120 кг/га. Привес контрольного улья составляет 1,5—2 кг в сутки. Цветение продолжается до двух недель.
Листья содержат 232 мг % витамина С.
Поедается домашним скотом (по временам), зайцами, пятнистым оленем, бобром, лосём.
Тонкие, малосбежистые и гибкие прутья этого вида представляют один из лучших материалов для плетения корзин, мебели, рыболовных снастей. Для плетения можно также применять корни, которые простираются на 10—15 метров.
Из коры добывают салицин и дубильные вещества (содержание танинов от 0,69 до 11,44 %).
Благодаря крупным серёжкам, распускающимся задолго до появления листьев, и красноватому цвету коры с восковым налётом, побеги вербы используются в декоративных целях, из-за чего их в массе обламывают весной.

## Классификация

### Таксономия
- Salix acutifolia Willd., 1806, Sp. Pl., ed. 4 , 4: 668

Вид Ива остролистная включается в род Ива (Salix) семейства Ивовые (Salicaceae) порядка Мальпигиецветные (Malpighiales), последовательно входящего в более крупные клады Фабиды → Розиды → Суперрозиды → Эвдикоты → Цветковые растения. Таксономическая схема в соответствии с Системой APG IV по состоянию на июнь 2024 года:
|  |                          |  |                                   |                                   |                  |  | еще 35 семейств | еще 35 семейств |                      |  |  |  | еще 625 подтвержденных видов и 1 028 видов, ожидающих подтверждения |
|  |                          |  |                                   |                                   |                  |  | еще 35 семейств | еще 35 семейств |                      |  |  |  | еще 625 подтвержденных видов и 1 028 видов, ожидающих подтверждения |
|  |                          |  |                                   | порядок Мальпигиецветные          |                  |  |                 |                 | род Ива              |  |  |  |                                                                     |
|  |                          |  |                                   | порядок Мальпигиецветные          |                  |  |                 |                 | род Ива              |  |  |  |                                                                     |
|  | клада Цветковые растения |  |                                   |                                   | семейство Ивовые |  |                 |                 | вид Ива остролистная |  |  |  |                                                                     |
|  | клада Цветковые растения |  |                                   |                                   | семейство Ивовые |  |                 |                 |                      |  |  |  |                                                                     |
|  |                          |  | ещё 63 порядка цветковых растений | ещё 63 порядка цветковых растений |                  |  |                 | еще 55 родов    | еще 55 родов         |  |  |  |                                                                     |
|  |                          |  |                                   | ещё 63 порядка цветковых растений |                  |  |                 |                 | еще 55 родов         |  |  |  |                                                                     |